# Discografia de Dua Lipa
A cantora inglesa Dua Lipa lançou dois álbuns de estúdio, quatro extended plays (EPs), 19 singles (incluindo três como artista convidada) e 7 singles promocionais. Em 2015, Lipa lançou "Be the One" como single de estréia, alcançando o top 10 em vários países e conquistando certificados de Ouro e Platina. Os singles de seguintes "Hotter than Hell" e "Blow Your Mind (Mwah)" tiveram sucesso semelhante. Este último também se tornou a primeira entrada da cantora na Billboard Hot 100, chegando ao número 72.
Em março de 2017, Lipa emplacou três singles top 15 simultâneos no Reino Unido sendo eles "No Lie" (uma colaboração com Sean Paul), "Be the One" e "Scared to Be Lonely" (com Martin Garrix). Naquele ano, a cantora também participou da canção para caridade "Bridge Over Troubled Water" como parte do grupo Artists for Grenfell, enquanto lançava seu álbum de estréia auto intitulado  em junho de 2017.  O álbum gerou o hit "New Rules", que alcançou o sucesso em todo o mundo e alcançou o número um no UK Singles Chart. Em 2018 Dua alançou "IDGAF" como oitavo single de seu álbum auto intitulado. O Single atingiu o top 3 no UK Charts e posteriormente a certificação de platina no Reino Unido, Mais tarde foi lançada "One Kiss" parceria como o DJ e produtor Calvin Harris a música se tornou o segundo #1 de Dua no UK Charts. Em setembro do mesmo ano foi lançada "Electricity" em colaboração com a dupla de DJ's britânicos Silk City. A mesma atingiu a quarta posição no Reino Unido e estreou no número 96 na Billboard HOT 100. Juntamente com todos os os outros singles lançados por Dua, a música apareceu no relançamento do seu álbum intitulado Dua Lipa: Complete Edition, que foi lançado em 19 de outubro de 2018.

## Álbuns

### Álbuns de estúdio
| Álbum            | Detalhes | Melhores posições nas tabelas | Melhores posições nas tabelas | Melhores posições nas tabelas | Melhores posições nas tabelas | Melhores posições nas tabelas | Melhores posições nas tabelas | Melhores posições nas tabelas | Melhores posições nas tabelas | Melhores posições nas tabelas | Melhores posições nas tabelas | Vendas                                                                                 | Certificações |
| Álbum            | Detalhes | UK                            | AUS                           | BEL                           | CAN                           | ALE                           | IRL                           | HOL                           | NZL                           | SUE                           | EUA                           | Vendas                                                                                 | Certificações |
| ---------------- | --- | ----------------------------- | ----------------------------- | ----------------------------- | ----------------------------- | ----------------------------- | ----------------------------- | ----------------------------- | ----------------------------- | ----------------------------- | ----------------------------- | -------------------------------------------------------------------------------------- | --- |
| Dua Lipa         | - Lançamento: 2 de junho de 2017 - Gravadora: Warner Bros. Records - Formatos: CD, LP download digital, streaming                       | 1                             | 8                             | 6                             | 14                            | 22                            | 3                             | 6                             | 7                             | 8                             | 22                            | : 2.9 milhões - : 750 mil cópias - : 430 mil cópias - : 120 mil cópias                 | - : Ouro - : 3x Platina - : Ouro - : Ouro - : Ouro - : Ouro - : Ouro - : Platina - :Platina - : Platina - : 2x Platina - : 2x Platina - : Platina - : Platina - : 2x Platina - : 3x Platina |
| Future Nostalgia | - Lançamento: 27 de março de 2020 - Gravadora: Warner Records - Formatos: Download digital, streaming, CD, fita cassete, disco de vinil | 1                             | 1                             | 2                             | 2                             | 4                             | 1                             | 2                             | 1                             | 4                             | 3                             | : 3.2 milhões - : 1.2 milhões - : 500 mil cópias - : 160 mil cópias - : 120 mil cópias | - : 2x Diamante - : 2x Platina - : Platina - : Platina |
| Radical Optimism | - Lançamento: 3 de maio de 2024 - Gravadora: Warner Records - Formatos: Download digital, streaming, CD, fita cassete, disco de vinil   | –                             | –                             | –                             | –                             | –                             | –                             | –                             | –                             | –                             | –                             | :                                                                                      | – |
| Radical Optimism | - Lançamento: 3 de maio de 2024 - Gravadora: Warner Records - Formatos: Download digital, streaming, CD, fita cassete, disco de vinil   | –                             | –                             | –                             | –                             | –                             | –                             | –                             | –                             | –                             | –                             | –                                                                                      | – |

### Relançamentos
| Título                                   | Detalhes |
| ---------------------------------------- | --- |
| Dua Lipa: Complete Edition               | - Lançamento: 19 de outubro de 2018 - Gravadora: Warner Bros - Formatos: CD, download, streaming                                   |
| Future Nostalgia + Club Future Nostalgia | - Lançamento: 28 de agosto de 2020 - Gravadora: Warner Bros - Formatos: CD, download, streaming - Tiragem brasileira: 1.000 cópias |
| Future Nostalgia: The Moonlight Edition  | - Lançamento: 11 de fevereiro de 2021 - Gravadora: Warner Bros - Formatos: CD, download, streaming                                 |

## Extended plays
| Título           | Detalhes                                                                                                | Posições |
| Título           | Detalhes                                                                                                | US Vinyl |
| ---------------- | --- | -------- |
| Spotify Sessions | - Lançamento: 8 de julho de 2016 - Gravadora: Warner Bros. - Formato(s): streaming                      | —        |
| The Only         | - Lançamento: 21 de abril de 2017 - Gravadora: Warner Bros. - Formato(s): vinil                         | 21       |
| Live Acoustic    | - Lançamento: 8 de dezembro de 2017 - Gravadora: Warner Bros. - Formato(s): download digital, streaming | —        |

## Singles

### Como artista principal
| Título                                                                             | Ano  | Melhores posições nas tabelas | Melhores posições nas tabelas | Melhores posições nas tabelas | Melhores posições nas tabelas | Melhores posições nas tabelas | Melhores posições nas tabelas | Melhores posições nas tabelas | Melhores posições nas tabelas | Melhores posições nas tabelas | Melhores posições nas tabelas | Certificações (milhares de vendas) | Álbum                       |
| Título                                                                             | Ano  | UK                            | AUS                           | BEL                           | CAN                           | ALE                           | IRL                           | HOL                           | NZL                           | SUE                           | EUA                           | Certificações (milhares de vendas) | Álbum                       |
| ---------------------------------------------------------------------------------- | ---- | ----------------------------- | ----------------------------- | ----------------------------- | ----------------------------- | ----------------------------- | ----------------------------- | ----------------------------- | ----------------------------- | ----------------------------- | ----------------------------- | --- | --------------------------- |
| "New Love"                                                                         | 2015 | —                             | —                             | —                             | —                             | —                             | —                             | —                             | —                             | —                             | —                             | | Dua Lipa                    |
| "Be the One"                                                                       | 2015 | 9                             | 6                             | 1                             | —                             | 11                            | 25                            | 5                             | 20                            | 100                           | —                             | - : Ouro - : Ouro - : Ouro - : Ouro - : Platina - : Platina - : 2x Platina - : 2x Platina                                                                   | Dua Lipa                    |
| "Last Dance"                                                                       | 2016 | —                             | —                             | —                             | —                             | —                             | —                             | —                             | —                             | —                             | —                             | | Dua Lipa                    |
| "Hotter Than Hell"                                                                 | 2016 | 15                            | 17                            | 20                            | —                             | 71                            | 24                            | 10                            | —                             | —                             | —                             | - : Ouro - : Platina - : Platina - : Platina | Dua Lipa                    |
| "Blow Your Mind (Mwah)"                                                            | 2016 | 30                            | 59                            | 44                            | —                             | —                             | 40                            | 44                            | —                             | —                             | 72                            | - : Ouro - : Ouro - : Ouro - : Platina | Dua Lipa                    |
| "Scared to Be Lonely" (com Martin Garrix)                                          | 2017 | 14                            | 14                            | 10                            | 32                            | 9                             | 12                            | 2                             | 8                             | 3                             | 76                            | - : Ouro - : Platina - : Platina - : Platina - : Platina - : 2x Platina - : 2x Platina - : 2x Platina - : 3x Platina - : 4x Platina - : Platina + Ouro      | Dua Lipa (Complete Edition) |
| "Lost in Your Light" (com participação de Miguel)                                  | 2017 | 86                            | —                             | —                             | —                             | —                             | 97                            | 42                            | —                             | —                             | —                             | - : Prata | Dua Lipa                    |
| "New Rules"                                                                        | 2017 | 1                             | 2                             | 1                             | 7                             | 9                             | 1                             | 1                             | 3                             | 7                             | 6                             | - : 5x Platina - : 5x Platina - : 4x Platina - : 4x Platina - : 4x Platina - : 2x Platina - : 2x Platina - : 2x Platina - : Platina                         | Dua Lipa                    |
| "Homesick"                                                                         | 2017 | —                             | —                             | 12                            | —                             | —                             | —                             | 2                             | —                             | —                             | —                             | - : Ouro | Dua Lipa                    |
| "IDGAF"                                                                            | 2018 | 3                             | 3                             | 4                             | 29                            | 12                            | 1                             | 4                             | 5                             | 15                            | 49                            | - : Ouro - : Ouro - : Platina - : Platina - : Platina - : Platina - : 2x Platina - : 2x Platina - : 3x Platina                                              | Dua Lipa                    |
| "One Kiss" (com Calvin Harris)                                                     |      | 1                             | 3                             | 1                             | 6                             | 1                             | 1                             | 1                             | 6                             | 4                             | 26                            | - : Platina - : Platina - : Platina - : 2x Platina - :2x Platina - : 3x Platina - : 4x Platina - : Diamante - : Diamante - : Diamante + Ouro - : 3xDiamante | Dua Lipa (Complete Edition) |
| "Electricity" (com Silk City)                                                      |      | 4                             | 22                            | 6                             | 61                            | 64                            | 6                             | 5                             | 25                            | 51                            | 62                            | - : Ouro - : Ouro - : Ouro | Dua Lipa (Complete Edition) |
| "Swan Song"                                                                        | 2019 | 24                            | 68                            | 50                            | 99                            | 99                            | 24                            | —                             | —                             | 67                            | —                             | | Alita: Battle Angel         |
| "Don't Start Now"                                                                  | 2019 | 2                             | 2                             | 1                             | 1                             | 1                             | 1                             | 1                             | 1                             | 1                             | 2                             | - : 3x Diamante - :: 4x Platina - : 2x Platina - : 2x Platina - : 2x Platina - : Platina - : Platina - : Platina - : Platina - :Platina - :Platina - : Ouro | Future Nostalgia            |
| "Physical"                                                                         | 2020 | 7                             | 14                            | 12                            | 54                            | 29                            | 7                             | 22                            | 39                            | 1                             | 60                            | - : 2xDiamante - :Ouro - : Ouro - :Ouro - :Ouro - :Ouro - : Ouro                                                                                            | Future Nostalgia            |
| "Break My Heart"                                                                   | 2020 | 6                             | 7                             | 14                            | 14                            | 26                            | 3                             | 12                            | 12                            | 21                            | 13                            | - : Prata | Future Nostalgia            |
| "Hallucinate"                                                                      | 2020 | 31                            | —                             | —                             | —                             | —                             | 40                            | 55                            | —                             | —                             | —                             | - : Prata | Future Nostalgia            |
| "Un Día (One Day)" (com J Balvin, Bad Bunny Feat Tainy)                            | 2020 | 72                            | —                             | —                             | 70                            | 94                            | 55                            | 24                            | —                             | —                             | 63                            | | Jose                        |
| "Levitating" (original ou remix com DaBaby)                                        | 2020 | 5                             | 4                             | 32                            | 1                             | 16                            | 4                             | 23                            | 5                             | 20                            | 2                             | - : Prata - : Diamante | Future Nostalgia            |
| "Fever" (com Angèle)                                                               | 2020 | 79                            | —                             | 1                             | 79                            | 85                            | 36                            | —                             | —                             | —                             | —                             | | Future Nostalgia            |
| "Real Groove" (com Kylie Minogue)                                                  | 2020 | 95                            | —                             | —                             | —                             | —                             | —                             | —                             | —                             | —                             | —                             | | Disco                       |
| "We're Good"                                                                       | 2021 | 25                            | 24                            | 32                            | 21                            | 52                            | 17                            | 25                            | 24                            | 31                            | 31                            | * : Ouro | Future Nostalgia            |
| "Love Again"                                                                       | 2021 | 51                            | 60                            | 5                             | 11                            | 44                            | 36                            | 21                            | —                             | —                             | 41                            | - : Diamante | Future Nostalgia            |
| "Cold Heart (PNAU Remix)"(com Elton John e PNAU)                                   | 2021 | 1                             | 1                             | 2                             | 1                             | 3                             | 2                             | 8                             | 1                             | 5                             | 7                             | | The Lockdown Sessions       |
| "Sweetest Pie"(com Megan Thee Stallion)                                            | 2022 | 31                            | 24                            | —                             | 19                            | 73                            | 14                            | —                             | 33                            | 59                            | 15                            | - : Platina | ASA                         |
| "Potion" (com Calvin Harris e Young Thug)                                          | 2022 | 16                            | 32                            | —                             | 31                            | 85                            | 9                             | 52                            | 35                            | 40                            | 71                            | | Funk Wav Bounces Vol. 2     |
| "—" significa que não foi encontrado informações ou não foi lançado em tal região. |      |                               |                               |                               |                               |                               |                               |                               |                               |                               |                               | |                             |

### Como artista convidado
| Título                                                                             | Ano  | Melhores posições nas tabelas | Melhores posições nas tabelas | Melhores posições nas tabelas | Melhores posições nas tabelas | Melhores posições nas tabelas | Melhores posições nas tabelas | Melhores posições nas tabelas | Certificações                                                           | Album                                            |
| Título                                                                             | Ano  | UK                            | AUS                           | BEL                           | ALE                           | IRL                           | HOL                           | SUI                           | Certificações                                                           | Album                                            |
| ---------------------------------------------------------------------------------- | ---- | ----------------------------- | ----------------------------- | ----------------------------- | ----------------------------- | ----------------------------- | ----------------------------- | ----------------------------- | ----------------------------------------------------------------------- | ------------------------------------------------ |
| "No Lie" (Sean Paul com participação de Dua Lipa)                                  | 2016 | 10                            | —                             | 44                            | 10                            | 31                            | 14                            | 32                            | - : Ouro - : Platina - : Platina - : Platina - : Platina - : 4× Platina | Mad Love: The Prequel Dua Lipa: Complete Edition |
| "Bridge over Troubled Water" (como parte do grupo Artists for Grenfell)            | 2017 | 1                             | 53                            | —                             | —                             | 25                            | —                             | 28                            | - : Prata                                                               | Não adicionado à nenhum álbum                    |
| "If Only" (Andrea Bocelli com participação de Dua Lipa)                            | 2018 | —                             | —                             | —                             | —                             | —                             | —                             | —                             |                                                                         | Sí                                               |
| "Prisoner" (Miley Cyrus com participação de Dua Lipa)                              | 2020 | 8                             | 13                            | 27                            | 20                            | 5                             | 20                            | 23                            | - : Ouro - : Platina - : Ouro - : Ouro - : Diamante                     | Plastic Hearts                                   |
| "Demeanor" (Pop Smoke com participação de Dua Lipa)                                | 2021 | 14                            | 43                            | —                             | —                             | 20                            | —                             | 63                            |                                                                         | Faith                                            |
| "—" significa que não foi encontrado informações ou não foi lançado em tal região. |      |                               |                               |                               |                               |                               |                               |                               |                                                                         |                                                  |

### Singles promocionais
| Título                                                                             | Ano  | Melhor Posição nas tabelas | Melhor Posição nas tabelas | Melhor Posição nas tabelas | Melhor Posição nas tabelas | Melhor Posição nas tabelas | Álbum                      |
| Título                                                                             | Ano  | AUS                        | BEL Tip                    | IRL                        | NZL Hot.                   | SUE Heat.                  | Álbum                      |
| ---------------------------------------------------------------------------------- | ---- | -------------------------- | -------------------------- | -------------------------- | -------------------------- | -------------------------- | -------------------------- |
| "New Love"                                                                         | 2015 | —                          | —                          | —                          | —                          | —                          | Dua Lipa                   |
| "Room for 2"                                                                       | 2016 | —                          | —                          | —                          | —                          | —                          | Dua Lipa                   |
| "Thinking 'Bout You"                                                               | 2017 | —                          | 6                          | —                          | —                          | —                          | Dua Lipa                   |
| "My Love" (Wale com a participação de Major Lazer, WizKid e Dua Lipa)              | 2017 | —                          | —                          | —                          | —                          | —                          | Shine                      |
| "Want To"                                                                          | 2018 | 83                         | —                          | 52                         | 20                         | 6                          | Dua Lipa: Complete Edition |
| "—" significa que não foi encontrado informações ou não foi lançado em tal região. |      |                            |                            |                            |                            |                            |                            |

### Outras músicas que entraram nas tabelas
| Título                              | Ano  | Melhor Posição nas tabelas | Melhor Posição nas tabelas | Melhor Posição nas tabelas | Melhor Posição nas tabelas | Melhor Posição nas tabelas | Melhor Posição nas tabelas | Melhor Posição nas tabelas | Melhor Posição nas tabelas | Melhor Posição nas tabelas | Melhor Posição nas tabelas | Álbum                      |
| Título                              | Ano  | UK                         | AUS                        | BEL Tip                    | CAN                        | IRL                        | HOL                        | NZL                        | SUE Heat.                  | SUI                        | EUA                        | Álbum                      |
| ----------------------------------- | ---- | -------------------------- | -------------------------- | -------------------------- | -------------------------- | -------------------------- | -------------------------- | -------------------------- | -------------------------- | -------------------------- | -------------------------- | -------------------------- |
| "Kiss and Make Up" (com Black Pink) | 2018 | 36                         | 33                         | 4                          | 44                         | 15                         | 48                         | 32                         | 32                         | 45                         | 93                         | Dua Lipa: Complete Edition |

## Outras aparições
| Título                  | Ano  | Outro(s) Artista(s) | Álbum                              |
| ----------------------- | ---- | ------------------- | ---------------------------------- |
| "The Hills"             | 2016 | Nenhum              | BBC Radio 1's Live Lounge 2016     |
| "Rollin' / Did You See" | 2017 | Nenhum              | BBC Radio 1's Live Lounge 2017     |
| "High"                  | 2018 | Whethan             | Fifty Shades Freed (trilha sonora) |
| "Do I Wanna Know?"      | 2018 | Nenhum              | BBC Radio 1's Live Lounge 2018     |

## Videos musicais
| Título                                   | Ano                    | Outro(s) Artista(s)                          | Diretor(es)            | Ref.                   |
| Como artista principal                   | Como artista principal | Como artista principal                       | Como artista principal | Como artista principal |
| ---------------------------------------- | ---------------------- | -------------------------------------------- | ---------------------- | ---------------------- |
| "New Love"                               | 2015                   | Nenhum                                       | Nicole Nodland         | [ 75 ]                 |
| "Be the One"                             | 2015                   | Nenhum                                       | Nicole Nodland         | [ 76 ]                 |
| "Last Dance"                             | 2016                   | Nenhum                                       | Jon Brewer e Ian Blair | [ 77 ]                 |
| "Hotter than Hell"                       | 2016                   | Nenhum                                       | Emil Nava              | [ 78 ]                 |
| "Blow Your Mind (Mwah)"                  | 2016                   | Nenhum                                       | Kinga Burza            | [ 79 ]                 |
| "Room for 2"                             | 2016                   | Nenhum                                       | Vicky Lawton           | [ 80 ]                 |
| "Be the One"                             | 2016                   | Nenhum                                       | Daniel Kaufman         | [ 81 ]                 |
| "No Lie"                                 | 2017                   | Sean Paul                                    | Tim Nackashi           | [ 82 ]                 |
| "Scared to Be Lonely"                    | 2017                   | Martin Garrix                                | Blake Claridge         | [ 83 ]                 |
| "Thinking 'Bout You"                     | 2017                   | Nenhum                                       | Jake Jelicich          | [ 84 ]                 |
| "Lost in Your Light"                     | 2017                   | Miguel                                       | Henry Schofield        | [ 85 ]                 |
| "New Rules"                              | 2017                   | Nenhum                                       | Henry Schofield        | [ 86 ]                 |
| "My Love"                                | 2017                   | Major Lazer                                  | ACRS                   | [ 87 ]                 |
| "IDGAF"                                  | 2018                   | Nenhum                                       | Henry Schofield        | [ 88 ]                 |
| "One Kiss"                               | 2018                   | Calvin Harris                                | Emil Nava              | [ 89 ]                 |
| "Electricity"                            | 2018                   | Silk City                                    | Bradley & Pablo        | [ 90 ]                 |
| "If Only                                 | 2018                   | Andrea Bocelli                               | Gaetano Morbioli       | [ 91 ]                 |
| "Swan Song"                              | 2019                   | Nenhum                                       | Floria Sigismondi      | [ 92 ]                 |
| "Don't Start Now"                        | 2019                   | Nenhum                                       | Nabil Elderkin         |                        |
| "Physical"                               | 2020                   | Nenhum                                       | Canada                 |                        |
| "Break My Heart"                         | 2020                   | Nenhum                                       | Henry Schofield        |                        |
| "Hallucinate"                            | 2020                   | Nenhum                                       | Lisha Tan              |                        |
| "Un Dia (One Day)"                       | 2020                   | J Balvin e Bad Bunny                         | Stillz                 |                        |
| "Levitating (The Blessed Madonna remix)" | 2020                   | Madonna, Missy Elliott e The Blessed Madonna | Will Hooper            |                        |
| "Levitating"                             | 2020                   | DaBaby                                       | Warren Fu              |                        |
| "Fever"                                  | 2020                   | Angèle                                       | We are from L.A.       |                        |
| "Prisioner"                              | 2020                   | Miley Cyrus                                  | Alana O'Herlihy        |                        |
| "We're Good"                             | 2021                   | Nenhum                                       | Vania Heymann          |                        |
| "Love Again"                             | 2021                   | Nenhum                                       | Canada                 |                        |
| "Demeanor                                | 2021                   | Pop Smoke                                    | Nabil Elderkin         |                        |
| "Cold Heart (PNAU remix)                 | 2021                   | Elton John                                   | Raman Djafari          |                        |
| "Sweetest Pie"                           | 2022                   | Megan Thee Stallion                          | Dave Meyers            |                        |
| "Potion"                                 | 2022                   | Calvin Harris e Young Thug                   | Emil Nava              |                        |